# Lasarett

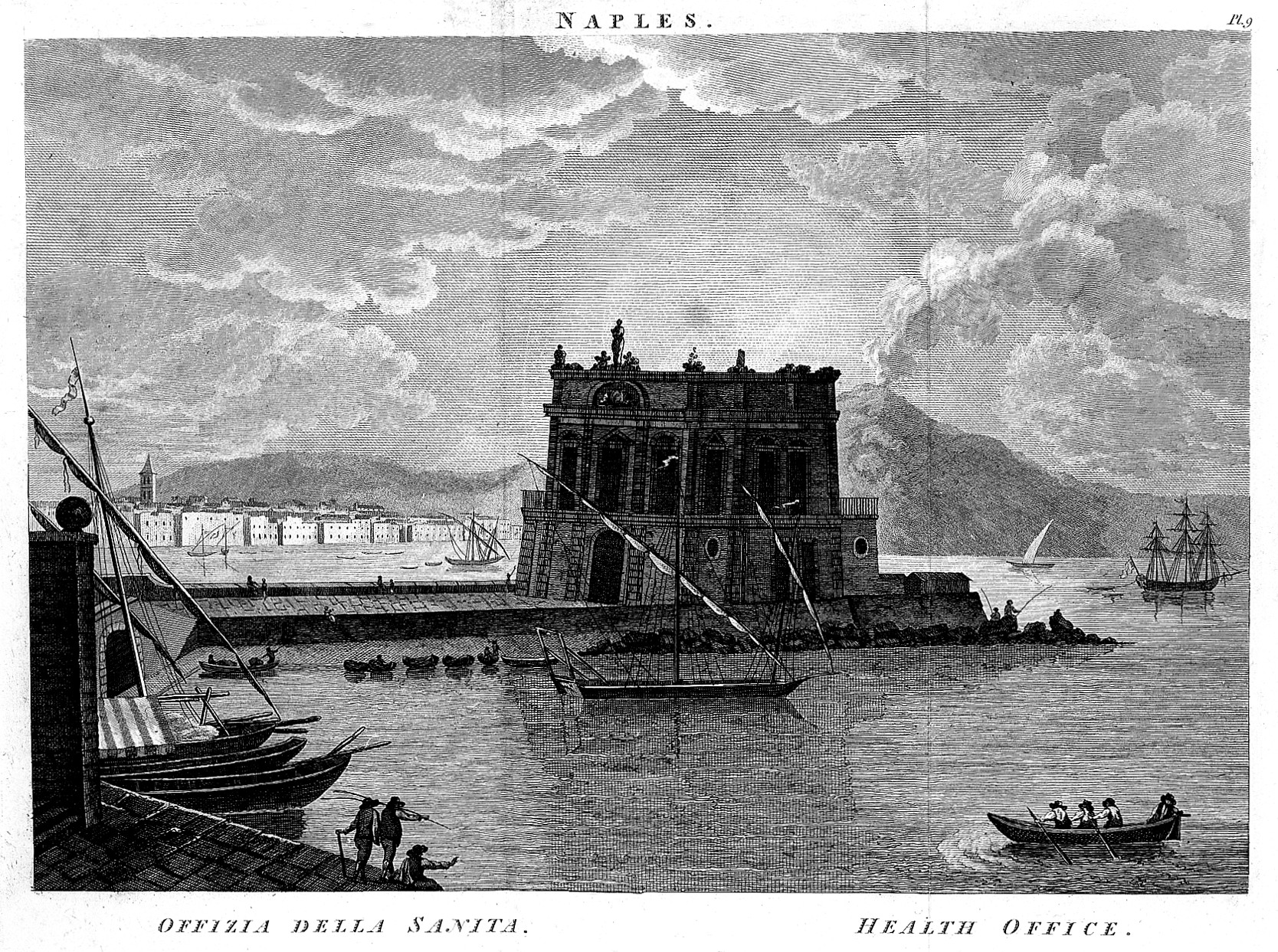
Lasarettet i Neapel

Lasarett är ett alternativt namn för sjukhus, använt som namn för karantänsjukhus och för lepra. Ordet är bildat som en avledning utifrån namnet på den bibliske Lasaros. Han betraktas av Romersk-katolska kyrkan som de sjukas och särskilt de spetälskas skyddspatron, och detta ledde till medeltida sjukhusen för spetälska uppkallades efter honom. Senare har ordet fått en vidare och mer allmän betydelse. Emellertid var de äldsta lasaretten pesthospital.

## Historia
Det äldsta kända lasarettet var karantänssjukhuset för pestsjuka – dagens Lazzaretto Vecchio – som inrättades 1423 på ön Santa Maria di Nazareth vid Venedig. Ur namnet har bildats det italienska ordet nazaretto som beteckning för sjukhuset. Senare har begynnelsebokstaven bytts ut mot l, sannolikt som en sammanblandning med italienskans lazzaro ('spetälsk', efter Lasaros), samt blivit lazzaretto eller lazzeretto, vilka båda används i nutida italienska.
När man i Sverige 1752 inrättade rikssjukhuset Serafimerlasarettet, lånades ordet lasarett in från Charité-lasarettet i Berlin. Detta hade grundats 1710 som ett pestsjukhus utanför stadsmuren.